# Масса Демба
Масса Демба (*д/н–1854) — 10-й фаама (володар) імперії Сегу в 1851—1854 роках.

## Життєпис
Походив з династії Нголосі. Син фаами Монсона Діарри. Свого часу брав участь в інтригах та повстаннях проти братів Кіранго Ба і Наленкоми 1851 року повалив брата Наленкому. Потім успішно діяв проти імперії Масина, завдавши 1853 року важкої поразки альмамі Амаду II, який загинув у битві. Також зміг знову підпорядкувати державу Каарта.
1854 року спільно з Мамаду Кандіаном, фаамі Каарти, виступив проти альмамі Омара Саїду Талла, але у запеклій битві біля Ніоро зазнав нищівної поразки. В результаті в битві загинули Масса Демба і Мамаду Канідан. Також Омар Талл захопив Каарту. Трон Сеґу спадкував брат Торокоро Марі.